# 大阪自動車学校協会
一般社団法人大阪自動車学校協会（おおさかじどうしゃがっこうきょうかい）は、大阪府の指定自動車教習所の組織で構成される業界団体。元大阪府所管。

## 概要
1963年7月6日に設立された大阪府内の指定自動車教習所が加盟している団体で、大阪府公安委員会の委託を受けて初心運転者講習、運転免許取得時講習、行政処分者講習、高齢者講習及び教習所卒業者やペーパードライバーの再教育講習を行っている。

## 加盟自動車教習所
北大阪
- 箕面自動車教習所
- 茨木ドライビングスクール
- サンドライビングスクール吹田茨木
- 高槻自動車教習所
- 豊中自動車教習所
- 阪急ドライビングスクール服部緑地
- 吹田自動車教習所

大阪
- 大阪都島自動車学校
- オリックスドライビングスクール弁天町
- 芦原自動車教習所
- 塚本自動車教習所
- 関目自動車学校
- 住の江ドライビングスクール
- 平野ドライビングスクール

東部大阪
- 枚方自動車教習所
- 王子自動車学校
- ネヤガワドライビングスクール
- 大阪香里自動車教習所
- 守口自動車教習所
- 門真自動車教習所
- 阪奈自動車教習所
- 近畿自動車教習所
- 八戸ノ里ドライビングスクール
- 八尾自動車教習所
- 八尾柏原ドライビングスクール

泉州
- 阪和鳳自動車学校
- 泉北自動車教習所
- 堺自動車教習所
- 高石自動車スクール
- 光明池自動車教習所
- 岸和田自動車教習所
- 関西自動車学院
- 泉佐野自動車教習所
- 泉南自動車教習所
- 尾崎自動車教習所
- ドライビングスクールみさき

南河内
- 近鉄自動車学校
- 藤井寺自動車教習所
- 大阪サヤマ自動車学院
- 富田林モータースクール